# Complete 'B' Sides
Complete 'B' Sides es un álbum recopilatorio de la banda de rock alternativo estadounidense Pixies. Contiene todas las caras B de sus seis sencillos editados en el Reino Unido y un sencillo editado en Estados Unidos. Los sencillos son:
1. "Gigantic" (1988)
2. "Monkey Gone to Heaven" (1989)
3. "Here Comes Your Man" (1989)
4. "Velouria" (1990)
5. "Dig for Fire" (1990)
6. "Planet of Sound" (1991)
7. "Alec Eiffel" (EE. UU.) (1991)

El libreto del álbum cuenta con comentarios sobre cada canción escritos por el líder de la banda Frank Black. De "Velvety Instrumental Version", escribe, "El título implica que había una versión con letra, pero nunca la hubo". Una versión no-instrumental, llamada simplemente "Velvety", aparece en el álbum de Frank Black and the Catholics, Devil's Workshop en el 2002.

## Lista de canciones
Todas las canciones compuestas por Black Francis, excepto donde se indique lo contrario.
1. "River Euphrates" – 3:23
2. "Vamos" (Live) – 3:28
3. "In Heaven (Lady in the Radiator Song)" (Directo) (Peter Ivers, David Lynch) – 1:46
4. "Manta Ray" – 2:39
5. "Weird at My School" – 1:59
6. "Dancing the Manta Ray" – 2:13
7. "Wave of Mutilation (UK Surf)" – 3:00
8. "Into the White" (Black Francis, Kim Deal) – 4:42
9. "Bailey's Walk" – 2:23
10. "Make Believe" – 1:54
11. "I've Been Waiting for You" (Neil Young) – 2:45
12. "The Thing" – 1:58
13. "Velvety Instrumental Version" – 2:04
14. "Winterlong" (Neil Young) – 3:07
15. "Santo" – 2:16
16. "Theme from Narc" (Brian Schmidt) – 1:48
17. "Build High" – 2:42
18. "Evil Hearted You" (Graham Gouldman) – 2:37
19. "Letter to Memphis (Instrumental)" – 2:43